# Tomás Rodríguez
Tomás Abdiel Rodríguez Mena (Panama, 9 marzo 1999) è un calciatore panamense, attaccante del Monagas e della nazionale panamense.

## Carriera

### Club
Cresciuto nel settore giovanile dell'Alianza Panama, ha debuttato in prima squadra il 10 ottobre 2016 nell'incontro di Liga Panameña de Fútbol perso 2-0 contro il Tauro. Nel 2020 è stato acqusitato dallo Sporting S.M., dove ha segnato 12 reti in 72 presenze nell'arco di tre stagioni.
Nel 2024 ha lasciato Panama per firmare con i venezuelani del Monagas.

### Nazionale
Nel 2019 ha partecipato con la nazionale panamense Under-20 al campionato mondiale di categoria.
Ha debuttato con la nazionale panamense il 1º maggio 2022 nell'incontro amichevole person 3-2 contro El Salvador.
Nel 2025 è stato incluso nella lista dei convocati per la CONCACAF Gold Cup 2025; il 16 giugno ha segnato il suo primo gol proprio nella suddetta competizione (oltreché con la nazionale panamense), nell'incontro della fase a gironi vinto 5-2 contro la Guadalupa.

## Statistiche

### Cronologia presenze e reti in nazionale
| Cronologia completa delle presenze e delle reti in nazionale ― Panama | Cronologia completa delle presenze e delle reti in nazionale ― Panama | Cronologia completa delle presenze e delle reti in nazionale ― Panama | Cronologia completa delle presenze e delle reti in nazionale ― Panama | Cronologia completa delle presenze e delle reti in nazionale ― Panama | Cronologia completa delle presenze e delle reti in nazionale ― Panama | Cronologia completa delle presenze e delle reti in nazionale ― Panama | Cronologia completa delle presenze e delle reti in nazionale ― Panama |
| Data                                                                  | Città                                                                 | In casa                                                               | Risultato                                                             | Ospiti                                                                | Competizione                                                          | Reti                                                                  | Note                                                                  |
| --------------------------------------------------------------------- | --------------------------------------------------------------------- | --------------------------------------------------------------------- | --------------------------------------------------------------------- | --------------------------------------------------------------------- | --------------------------------------------------------------------- | --------------------------------------------------------------------- | --------------------------------------------------------------------- |
| 1-5-2022                                                              | Cary                                                                  | El Salvador                                                           | 3 – 2                                                                 | Panama                                                                | Amichevole                                                            | -                                                                     | 56’                                                                   |
| 12-3-2023                                                             | San Jose                                                              | Guatemala                                                             | 1 – 1                                                                 | Panama                                                                | Amichevole                                                            | -                                                                     | 75’                                                                   |
| 10-6-2023                                                             | Penonomé                                                              | Panama                                                                | 3 – 2                                                                 | Nicaragua                                                             | Amichevole                                                            | -                                                                     | 46’                                                                   |
| 15-10-2024                                                            | Toronto                                                               | Canada                                                                | 2 – 1                                                                 | Panama                                                                | Amichevole                                                            | -                                                                     | 73’                                                                   |
| 7-6-2025                                                              | Belmopan                                                              | Belize                                                                | 0 – 2                                                                 | Panama                                                                | Qual. Mondiali 2026                                                   | -                                                                     | 69’                                                                   |
| 10-6-2025                                                             | Panama                                                                | Panama                                                                | 3 – 0                                                                 | Nicaragua                                                             | Qual. Mondiali 2026                                                   | -                                                                     | 63’                                                                   |
| 16-6-2025                                                             | Carson                                                                | Panama                                                                | 5 – 2                                                                 | Guadalupa                                                             | Gold Cup 2025 - 1º turno                                              | 1                                                                     | 67’                                                                   |
| 20-6-2025                                                             | San Jose                                                              | Guatemala                                                             | 0 – 1                                                                 | Panama                                                                | Gold Cup 2025 - 1° turno                                              | 1                                                                     | 67’                                                                   |
| 24-6-2025                                                             | Austin                                                                | Panama                                                                | 4 – 1                                                                 | Giamaica                                                              | Gold Cup 2025 - 1° turno                                              | 1                                                                     |                                                                       |
| 28-6-2025                                                             | Glendale                                                              | Panama                                                                | 1 – 1 (4 – 5 dtr)                                                     | Honduras                                                              | Gold Cup 2025 - Quarti di finale                                      | -                                                                     | 74’                                                                   |
| Totale                                                                |                                                                       | Presenze                                                              | 10                                                                    |                                                                       | Reti                                                                  | 3                                                                     |                                                                       |